# Phalaenopsis reichenbachiana
Phalaenopsis reichenbachiana (можливі українські назви: фаленопсис Райхенбаха або фаленопсис реіхенбахіана) — епіфітна трав'яниста рослина родини орхідних, або зозулинцевих (Orchidaceae).
Вид не має усталеної української назви, в україномовних джерелах використовується наукова назва Phalaenopsis reichenbachiana.

## Синоніми
- Phalaenopsis sumatrana var kimballiana Rchb.f. (1888)
- Phalaenopsis kimballiana Gower (1888)
- Polychilos reichenbachiana (Rchb.f. &  Sander) Shim (1982)

## Природні варіації
- Phalaenopsis reichenbachiana var.alba

## Історія опису іетимологія
Цей вид в 1881 р. відкрив відомий колекціонер орхідей Міхоліц. 
 Рослину названо на честь відомого ботаніка, професора Генріха Густава Райхенбаха. 

Додаткова інформація — The orchid review N°152 august 1905. [Архівовано 1 жовтня 2009 у Wayback Machine.]

## Біологічний опис
Моноподіальний епіфіт середніх розмірів. 

Стебло коротке, приховане основами листя.
Коріння гладке, товсте, добре розвинене. 

Листя товсте, довгасто-овальне, дугоподібне, на кінцях загострене, довжиною 15-37 см, шириною близько 7 см. 

Квітконоси прості, іноді розгалужені, прямостоячі або нахилені, довжиною 25-45 см. 

Квіти 4-5 см, воскової текстури, аромат слабкий, не в'януть близько місяця. Пелюстки світлі, злегка зеленуваті або жовтуваті. Поцятковані тонкими частими горизонтальними червоно-коричневими смужками, колонка біла. 
 Губа пурпурна або фіолетова з жовто-оранжевою плямою. 

Від Phalaenopsis fasciata відрізняється деталями будови квітки.

## Ареал, екологічні особливості
Філіппіни (Лузон, Бохол і Мінданао). 
 На стовбурах і гілках дерев у вологих лісах. 
 Особливості екології цього виду подібні з Phalaenopsis violacea. 

У місцях природного зростання значних сезонних температурних коливань немає. Увесь рік денна температура 27-33°С, нічна 19-24°С. 
 Відносна вологість повітря 80-90%. 
 З травня по листопад середньомісячна кількість опадів 120–400 мм, з грудня по квітень 10-50 мм. 

Відноситься до числа видів, що охороняються (другий додаток CITES).

## У культурі
У культурі рідкісний. 
 Температурна група — тепла. Для нормального цвітіння обов'язковий перепад температур день/ніч в 5-8°С.
Освітлення — тінь, півтінь.
Загальна інформація про агротехніку у статті Фаленопсис.
У гібридизації практично не використовується.

## Первиннігібриди
- Mariechan Bach — mariae х reichenbachiana (WWG Moir) 2004